# Verkkosaari (ö i Södra Savolax, S:t Michel, lat 61,51, long 28,77)
Verkkosaari är en ö i Finland. Den ligger i sjön Peukalojärvi och i kommunen Puumala i den ekonomiska regionen  S:t Michel och landskapet Södra Savolax, i den sydöstra delen av landet, 250 km nordost om huvudstaden Helsingfors. Öns area är 0,4 hektar och dess största längd är 80 meter i öst-västlig riktning.